# مفاهيم درجة حرارة كامبريدج
هي شركة مقرها المملكة المتحدة متخصصة في تصميم وتصنيع أجهزة المراقبة الفسيولوجية المستمرة.
منتجهم الرئيسي هو جهاز مراقبة الخصوبة الحاصل على براءة اختراع .Duo Fertility

## التاريخ
بدأت الشركة بواسطة ستة طلاب دراسات عليا
(Dr Shamus Husheer, Dr David Naumann, Dr Oriane Chausiaux, Dr. Lydia Ferguson, Chafic Ayoub and Scott Mackie) في جامعة كامبريدج، إنجلترا عام 2005، وفازت بجوائز متعددة في ريادة الأعمال على مستوى الجامعة وإقليميا ووطنيا، وجائزة داونينج إنتربرايز (the Downing Enterprise award )
وجائزة CUEBiC أفضل خطة عمل وجائزة UKSEC لخطة العمل التنافسية.
وفي عام 2011 سميت الشركة التشغيل اللاسلكي الأوربي بواسطة شركة Qualcomm.